# 박스홀름시

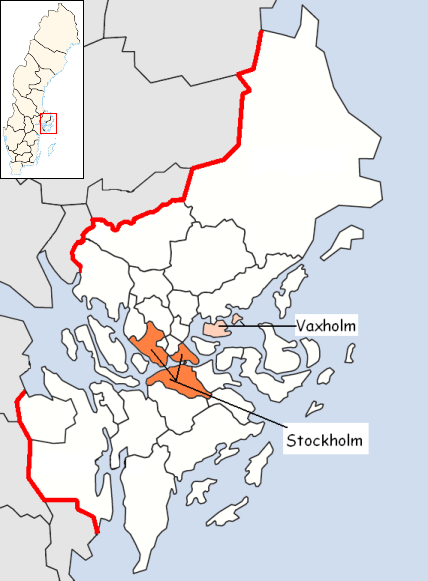
박스홀름 시의 위치

박스홀름시(스웨덴어: Vaxholms kommun)는 스웨덴 스톡홀름주에 위치한 지방 자치체로 행정 중심지는 박스홀름이며 면적은 107.07km2, 인구는 11,621명(2016년 12월 31일 기준), 인구 밀도는 110명/km2이다.

시 문장